# 6 Canum Venaticorum
6 Canum Venaticorum (6 CVn) es una estrella en la constelación de Canes Venatici, los lebreles.
Tiene magnitud aparente +5,02 —la décima más brillante en su constelación— y se encuentra, de acuerdo a la nueva reducción de datos de paralaje del satélite Hipparcos, a 261 años luz del sistema solar.
6 Canum Venaticorum es una gigante amarilla de tipo espectral G9III.
Diversas fuentes establecen su temperatura efectiva en el rango de 4932 a 5060 K.
Es entre 45 y 51 veces más luminosa que el Sol y tiene un diámetro 9 veces más grande que el diámetro solar.
En cuanto a tamaño y energía radiada está por debajo de gigantes semejantes como Altais (δ Draconis), ι Geminorum o Vindemiatrix (ε Virginis).
Gira sobre sí misma con una velocidad de rotación proyectada —límite inferior de la misma— de 4,4 km/s.
6 Canum Venaticorum muestra un contenido metálico comparable al solar, siendo su índice de metalicidad [Fe/H] = -0,11.
No existe consenso en cuanto a su edad; mientras un estudio le asigna una edad de 1100 ± 290 millones de años, otro reduce esta cifra a 590 millones de años.
Con una masa de 2,5 masas solares, es una estrella del disco fino al igual que el Sol.